# Tereza37
Tereza37 es una película dramática croata de 2020 dirigida por Danilo Šerbedžija. Fue seleccionada como la entrada croata a la Mejor Película Internacional en los 94.ª edición de los Premios Óscar, pero no fue nominada.

## Sinopsis
Después de su cuarto aborto espontáneo durante diez años de matrimonio, Tereza revalúa su vida y su relación.

## Reparto
- Lana Barić como Tereza
- Ivana Roščić como Renata
- Leon Lučev como Marko
- Marija Škaričić como Mirela
- Dragan Mićanović como Nikola
- Goran Marković como Vedran
- Goran Bogdan como Aljoša